# 321 a.C.
Il 321 a.C. (CCCXXI a.C. in numeri romani) è un anno  del IV secolo a.C.

## Eventi
- Roma
  - Consoli Tiberio Veturio Calvino e Spurio Postumio Albino Caudino
  - Dittatori Quinto Fabio Ambusto e Marco Emilio Papo
  - Sconfitta nella battaglia delle Forche Caudine ad opera dei Sanniti

## Morti
- Cratero, generale macedone antico
- Menone di Farsalo, militare greco antico
- Neottolemo, generale macedone antico
- Perdicca, militare macedone antico